# Сан Хуан Батиста (Калифорнија)
Сан Хуан Батиста (енгл. San Juan Bautista) град је у америчкој савезној држави Калифорнија. По попису становништва из 2010. у њему је живело 1.862 становника.

## Демографија
Према попису становништва из 2010. у граду је живело 1.862 становника, што је 313 (20,2%) становника више него 2000. године.
| Група             | 2000.       | 2010.       |
| Белци             | 693 (44,7%) | 817 (43,9%) |
| Афроамериканци    | 21 (1,4%)   | 12 (0,6%)   |
| Азијати           | 41 (2,6%)   | 52 (2,8%)   |
| Хиспаноамериканци | 733 (47,3%) | 907 (48,7%) |
| Укупно            | 1.549       | 1.862       |